# فاطمة الزيدية
فاطمة الزيدية وُلدت أثناء أو بعد عام 1461 ؛ هي فاطمة بنت الحسن بن الإمام الزيدي صلاح الدين محمد بن علي، والمُلقبة بالشريفة فاطمة، هي ملكة من ملكات العرب والإسلام في اليمن، ووصفت بأنها ذات همة وهيبة وقوة وشدة بأس، وأنها كانت تُشبَّه fبلقيس، وفي ذلك يقول بعضهم:
قام جدها مُحمد بن علي بالدعوة إليه على مذهب الزيدية في اليمن، فاستولى على أجزاء من اليمن وتمت البيعة له عام 784 هـ، فقامت فاطمة تسير على نهج آبائها، فاستولت على صنعاء وظفار، واستولت أيضاً على صعدة ونجران.
وزُعم أنها غزت صعدة ونجران. كانت حفيدة الإمام الزيدي الناصر محمد صلاح الدين.

## سيرة

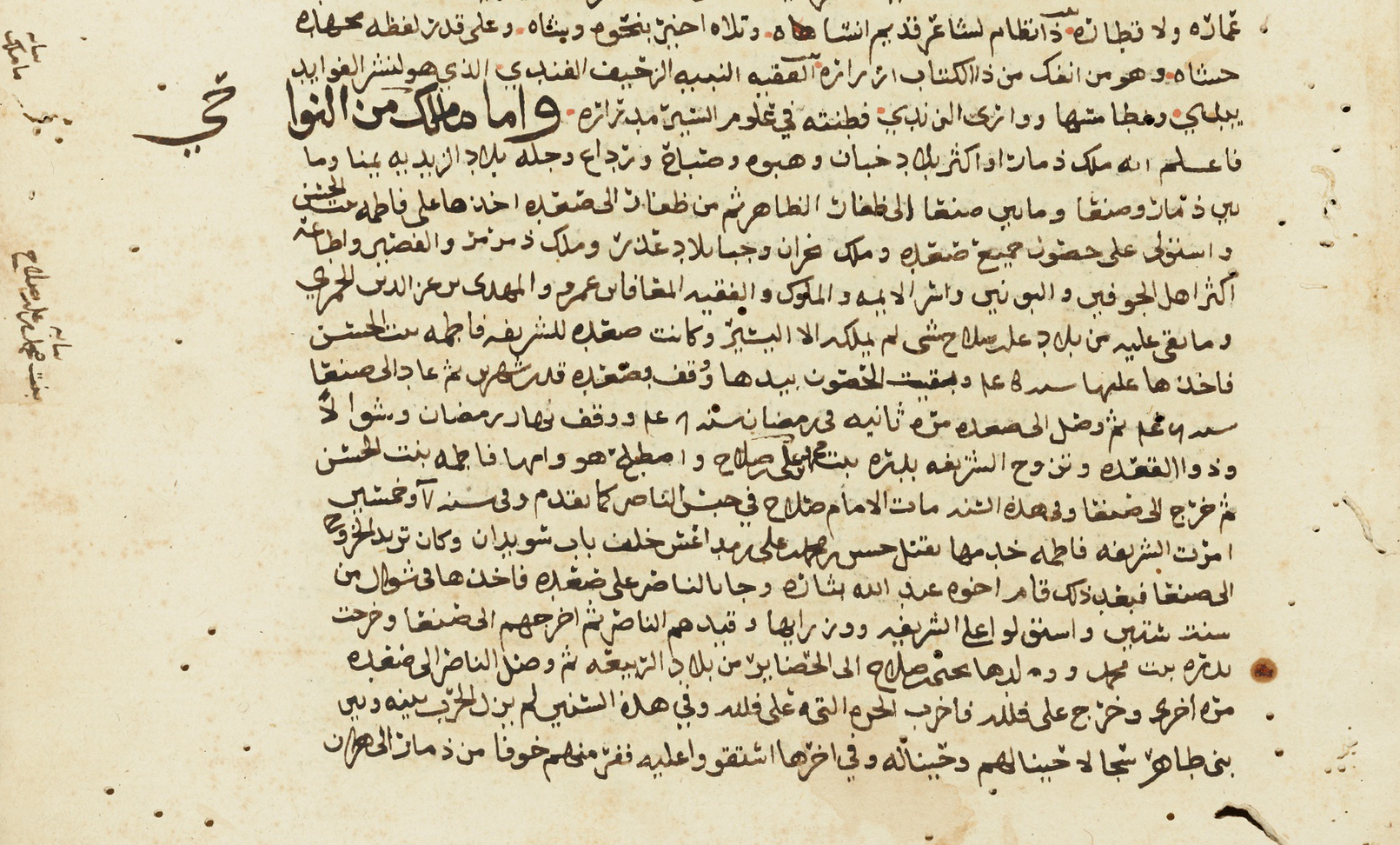
مقطع يذكر الشريفة فاطمة بنت الحسن من كتاب معذر الأبرار ، المعروف أيضًا باسم لواحق الندية لابن فند (ت 1510). أكمل هذه النسخة علي بن أحمد بن الحسن 8 ذو القعدة 1066 [17 سبتمبر 1656

كانت فاطمة ابنة حسن وحفيدة الاب من الناصر محمد صلاح الدين (توفي عام 1391). تزوجت من ابن عمها الناصر محمد بن الإمام المنصور علي بن صلاح الدين (توفي عام 1436).  وأنجبت منه بدرة بنت محمد.
في عام 1436، توفي عمها ووالد زوجها بسبب الطاعون، وخلفها زوجها الذي توفي بعد ذلك بفترة قصيرة سنة 840هـ. وحيث أنه كان يفتقر إلى الورثة الذكور، أصبحت شريفة فاطمة نفسها في موقع القوة. وبعد فترة تزوجها صلاح الدين بن علي بن محمد ابن أبي القاسم، والذي كان يُلقب بالمهدي لدين الله، إذ لم يكن الزيدي يقبل امرأة في موقع الإمام، ولذلك اختار قريبها المهدي صلاح الدين كإمام
```
وفي عام 846 هـ سُجن زوجها وبقي في سجنه حتى تُوفي فيه عام 849هـ/1445م، فعملت فاطمة على الحفاظ على ما تملك من القلاع والحصون، ، وحين قتلت الأمير حسن بن محمد مداعس قام أخوه يُطالب بدمه، فعمل على مُساعدة الإمام الناصر بن محمد على تسلم البلاد، فانتزعها الناصر منها،
```

عندما فشل المنصور الناصر في إلحاق الهزيمة بها، صنعوا السلام عن طريق تحالف يرمز إلى الزواج بين المنصور الناصر وابنتها بدر. في 1453، أعدمت الشيخ سعد حسن بن محمد المتهم بالتخطيط للانضمام إلى المنصور الناصر ضدها. وقاد شقيق المنتمين إلى المنصور الناصر، الذي نجح في عام 1456 في حصار سعد وأخذها سجينة إلى صنعاء. وجعل من دار زوجها في صنعاء سجناً لها، وحاول بعض العسكر أذيتها وإحراق مقر إقامتها، فاضطر الناصر لنقلها إلى قصر صنعاء، وبقيت فيه حتى تُوفيت عن نحو مائة عام، ودُفنت بصنعاء، فرثاها كثير من الشَعراء، حيثُ قال أحدهم:
في عام 1461، تم الاستيلاء على صنعاء من قبل المتوكل المطهر، الذي أخذها وكذلك سجين المنصور الناصر. بعد فترة وجيزة، تم اقتحام القلعة من قبل أتباع المنصور الناصر. لم يتم ذكر ما حدث لفاطمة، فقد ذكرت فقط أنها ماتت.

## الملاحظات
- يدعي مرنيسي (2006 ، ص 20) خطأً أن فاطمة احتلت صنعاء. كما تدعو ابنة الإمام ويجعل زيد جزء من اسمه. وبما أن كتابها هو المصدر الوحيد لحياة فاطمة في اللغات الغربية، فإن هذه الأخطاء تتكرر في كثير من الأحيان من قبل مؤلفين نسويين آخرين يستشهدون بعملها.

## روابط خارجية
- [http://"Warriors:%20Asian%20Women%20in%20Asian%20Society"%20from%20Colorq.org "Warriors: Asian Women in Asian Society" from Colorq.org]
- [http://"Women%20in%20Power%201450-1500"%20from%20Guide2womenleaders.com "Women in Power 1450-1500" from Guide2womenleaders.com]